# Coupe d'Arménie de football 2001
Navigation
Coupe d'Arménie 2000 Coupe d'Arménie 2002
La Coupe d'Arménie 2001 est la 10e édition de la Coupe d'Arménie depuis l'indépendance du pays. Elle prend place entre le 7 avril et le 27 mai 2001.
Un total de seize équipes participe à la compétition, correspondant à l'ensemble des treize clubs de la première division 2001 auxquels s'ajoutent trois équipes du deuxième échelon.
La compétition est remportée par le Mika Ashtarak qui conserve son titre à l'issue de la finale contre l'Ararat Erevan pour gagner sa deuxième coupe nationale. Cette victoire permet au Mika de se qualifier pour la Coupe UEFA 2001-2002 ainsi que pour l'édition 2002 de la Supercoupe d'Arménie.

## Huitièmes de finale
Les matchs aller sont disputés les 7 et 8 avril 2001, et les matchs retour entre le 12 et le 13 avril suivants.
| Équipe 1                | Score  | Équipe 2                  | Aller | Retour |
| ----------------------- | ------ | ------------------------- | ----- | ------ |
| Ararat Erevan (D1)      | 9 - 0  | (D2) FIMA Erevan          | 3 - 0 | 1 - 1  |
| Lernagorts Kapan (D1)   | 3 - 4  | (D1) Karabakh Erevan      | 1 - 1 | 2 - 3  |
| Lori FC (D1)            | 0 - 4  | (D1) Kilikia Erevan       | 0 - 4 | 0 - 0  |
| Pyunik-2 Erevan (D2)    | 1 - 10 | (D1) Shirak FC            | 1 - 6 | 0 - 4  |
| Banants Erevan (D1)     | 4 - 7  | (D1) Araks Erevan         | 3 - 5 | 1 - 2  |
| Dinamo-2000 Erevan (D1) | 2 - 6  | (D1) Pyunik Erevan        | 0 - 2 | 2 - 4  |
| FC Malatia (D2)         | 1 - 7  | (D1) Mika Ashtarak        | 1 - 2 | 0 - 5  |
| Kotayk Abovian (D1)     | 1 - 6  | (D1) Zvartnots-AAL Erevan | 0 - 3 | 1 - 3  |

## Quarts de finale
Les matchs aller sont disputés les 22 et 23 avril 2001, et les matchs retour les 27 et 28 avril suivant.
| Équipe 1                  | Score | Équipe 2            | Aller | Retour        |
| ------------------------- | ----- | ------------------- | ----- | ------------- |
| Shirak FC (D1)            | 4 - 1 | (D1) Kilikia Erevan | 1 - 1 | 3 - 0 Forfait |
| Karabakh Erevan (D1)      | 2 - 4 | (D1) Ararat Erevan  | 0 - 2 | 2 - 2         |
| Pyunik Erevan (D1)        | 3 - 2 | (D1) Araks Erevan   | 2 - 1 | 1 - 1         |
| Zvartnots-AAL Erevan (D1) | 2 - 3 | (D1) Mika Ashtarak  | 0 - 1 | 2 - 2         |

1. ↑  Le Kilikia Erevan refuse de disputer le match retour de la confrontation face au Shirak pour protester contre la décision de ne pas attribuer au club la victoire sur tapis vert lors de la première journée du championnat contre le Pyunik Erevan après que celui-ci ait été reconnu coupable d'avoir aligné un joueur inéligible et n'ait été sanctionné que d'une simple amende.

## Demi-finales
Les matchs aller sont disputés les 3 et 4 mai 2001, et les matchs retour les 12 et 13 mai suivants.
| Équipe 1           | Score | Équipe 2           | Aller | Retour |
| ------------------ | ----- | ------------------ | ----- | ------ |
| Shirak FC (D1)     | 1 - 3 | (D1) Ararat Erevan | 1 - 2 | 0 - 1  |
| Mika Ashtarak (D1) | 4 - 2 | (D1) Pyunik Erevan | 2 - 1 | 2 - 1  |

## Finale
La finale de cette édition oppose le Mika Ashtarak à l'Ararat Erevan. Tenant du titre, le Mika dispute à cette occasion sa deuxième finale d'affilée, s'étant imposé la saison précédente. L'Ararat atteint quant à lui ce stade pour la cinquième fois, l'ayant emporté lors de ses quatre précédents passages en finale, son succès le plus récent datant de 1997.
La rencontre est disputée le 27 mai 2001 au stade Républicain Vazgen-Sargsian d'Erevan. Après une première mi-temps vierge, le match finit par s'animer à la 53e minute de jeu lors que Samvel Nikolian trouve le chemin des filets pour donner l'avantage au Mika. L'Ararat réagit cependant trois minutes plus tard par l'intermédiaire de Tigran Yesayan (en) qui remet les deux équipes à égalité. Le score n'évolue plus par la suite, que ce soit dans le temps réglementaire ou la prolongation qui s'ensuit, poussant la rencontre à la séance des tirs au but. Celle-ci voit finalement la victoire du Mika sur le score de 4 buts à 3, lui permettant de remporter sa deuxième coupe nationale d'affilée.
| Entraîneur :    |
| Eduard Markarov |

| Entraîneur :      |
| Arkadi Andreasyan |

| Entraîneur :    |
| Eduard Markarov |

| Entraîneur :      |
| Arkadi Andreasyan |